# Liste der Monuments historiques in Jonzac
Die Liste der Monuments historiques in Jonzac führt die Monuments historiques in der französischen Gemeinde Jonzac auf.

## Liste der Bauwerke
| Bezeichnung                  | Beschreibung | Standort                  | Kennzeichnung | Schutzstatus   | Datum          | Bild           |
| ---------------------------- | --- | ------------------------- | ------------- | -------------- | -------------- | -------------- |
| Château de Jonzac            | vom Schloss des 17. Jahrhunderts ein Turm, eine Poterne und ein unterirdischer Brunnen erhalten; im ehemaligen Wirtschaftshof ein Theatersaal aus dem dritten Viertel des 19. Jahrhunderts | (Lage)                    | PA00104777    | Classé Inscrit | 1913 1942 1979 | weitere Bilder |
| Kirche St-Gervais-St-Protais | erbaut gegen Ende des 12. Jahrhunderts, im 15. oder 16. Jahrhundert erweitert | (Lage)                    | PA17000039    | Inscrit        | 2001           | weitere Bilder |
| Stadttor                     | 13. bis 15. Jahrhundert | Rue Porte-de-ville (Lage) | PA00104778    | Classé         | 1926           |                |

## Liste der Objekte
- Monuments historiques (Objekte) in Jonzac in der Base Palissy des französischen Kultusministeriums